# 成富茂安
成富 茂安（なりどみ/なりとみ しげやす）、成富兵庫茂安（なりどみ/なりとみ ひょうご しげやす））は、戦国時代から江戸時代前期にかけての武将。龍造寺氏次いで鍋島氏の家臣。佐賀の用水事業を手掛け「治水の神様」と呼ばれた。

## 生涯

### 幼少期から少年期
永禄3年（1560年）、龍造寺氏の家臣である成富信種（のぶたね、「信」の字は主君・龍造寺隆信から偏諱を与えられたものであろう）の次男として、現在の佐賀県佐賀市鍋島町増田に誕生。
元亀元年（1570年）、今山の戦いの際にはまだ11歳であったため、出陣の許可が出なかった。それに納得がいかなかったので、誰にも見つからないように独断で戦場に赴き、物見を行ったという。この行いが主君・隆信の目に留まり、それ以来小姓として側近くに仕えるようになる。元服すると隆信より一字を賜り「信安」と名乗った。天正4年（1576年）、隆信が肥前有馬氏と戦うべく藤津へ進軍した際に、父共々同行し初陣を迎える。
天正5年（1577年）、幼い頃から大人でさえも手のつけられない暴れ者であり、この頃も村里を遊行し博打に興じるなど素行不良が改まらず、この年に籾蔵二つを博打のかたに失う等した。諫めても改まらない素行に、成富一門は信安を殺すべきであると信種に相談する。しかし、信種がもう少し様子を見るよう一門を説き、素行の改まらない時は自らの手で殺すと述べた。信安はそれにより改心し、その後は勉学や武芸に励むようになる。天正7年（1579年）、隆信にその勇猛果敢な戦いぶりを認められ、「一月で十度の武功を立てた」という事にちなんで、十右衛門の名を与えられる。

### 龍造寺・鍋島両家の重臣
天正12年（1584年）、沖田畷の戦いで隆信が戦死すると、その跡継ぎである龍造寺政家に引き続き仕える事となる。やがて信安から「賢種」（ともたね）に改名するのだが、これは政家が「鎮賢」（しげとも）と名乗っていた頃に「賢」の字を与えられて名乗ったものである。天正14年（1586年）、政家の名代として安芸国において小早川隆景に、大坂城において豊臣秀吉に謁見する。
天正15年（1587年）、九州平定の際には龍造寺軍に属して出陣する。その戦いぶりから秀吉を始めとする諸将から一目置かれるようになる。同年、天草の戦いに出陣し、加藤清正、小西行長を援護した功により、清正から甲冑を賜る。その後は、豊臣氏との外交を担うなど、次第に家中で重きを成すようになる。
文禄元年（1592年）の文禄の役、慶長2年（1597年）の慶長の役では、龍造寺軍の先鋒を務める。この頃から龍造寺氏筆頭家老の鍋島直茂に仕えるようになる。諱（名前）は、初名の信安から賢種を経て、茂種、そして茂安と名乗る事となるが、これは直茂から「茂」の字を与えられて名乗ったものである。
慶長5年（1600年）、関ヶ原の戦いの際には、伏見城の戦い、安濃津城の戦いに出陣する。その後、鍋島直茂・勝茂親子が西軍から東軍に寝返ったのに従い、筑後国柳川城、久留米城を攻め落とす。この時、直茂に命じられて柳川城主である立花宗茂に降伏を勧めるために折衝役を務めた。

### 領内全域の治水事業

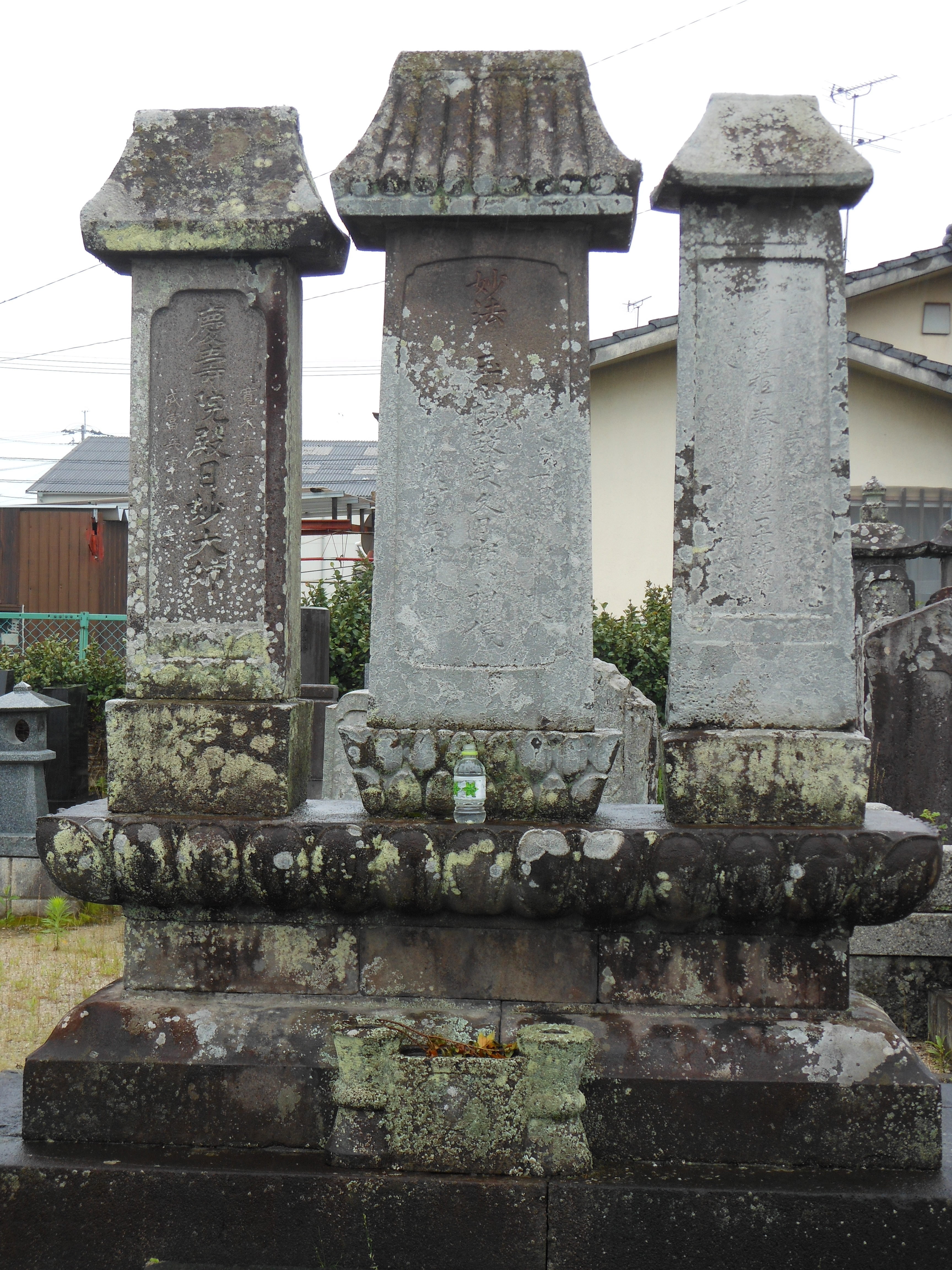
成富茂安の墓所、佐賀市の本行寺

関ヶ原の戦いの後、知行高を4000石に加増される。
慶長8年（1603年）、江戸幕府が開かれると、江戸の町の修復や水路の整備を行う。またこの頃、山城国二条城、駿河国駿府城、尾張国名古屋城、肥後国熊本城等の築城にも参加、この経験を肥前国佐賀城の修復に生かした。
慶長19年（1614年）から、大坂の陣に出陣した。
慶長15年（1610年）から没するまで、水害の防止、新田開発、筑後川の堤防工事、灌漑事業、上水道の建設など、本格的な内政事業を行っている。茂安の手がけた事績は、細かい物も入れると100ヶ所を超えるともいわれ、300年以上たった現在でも稼働しているものもある。民衆や百姓の要望に耳を貸す姿勢は、肥前国佐賀藩の武士道の教書でもある『葉隠』に紹介されており、影響を与えた。
元和4年（1618年）、主君勝茂の八男翁介（直弘）を養子にする。寛永10年（1633年）、知行1000石を直弘に割いて一家を立てさせる。
寛永11年（1634年）、数え年75歳で死去。家臣7人が殉死したという。晩年は築山の南麓に住んでおり、築山頂上には成安夫妻等の石碑や追腹殉死者の墓石があり、かつては成富茂安の遺骨も埋葬されていた。現在墓所は佐賀市田代の本行寺に遺骨と遺髪は移されている。
明治24年（1891年）、石井碑に成富兵庫の水功碑「成富君水功之碑」を副島種臣の書により建之。明治44年（1911年）、従四位を追贈された。
昭和に入り成富の没した築山（現・築山児童公園）に「成富兵庫頭茂安碑」や、昭和42年（1967年）には生誕の鍋島町増田地区の東北隅嘉瀬川堤防の中腹に「成富兵庫茂安公誕生の地」の碑が建立された。

## 後世への影響
- 死後、茂安の内政手腕は明治時代になって、明治天皇にも大いに賞賛される事になり、従四位を追贈される事となった。また、肥前佐賀藩が明治時代まで続く基礎を作り上げた功労者とも言える。また、みやき町の白石神社には水の神として祭られている。子孫に陸軍歩兵学校教官で、愛新覚羅溥傑の上官であった成富政一陸軍大佐（養子・安利の子孫）がいる。
- 佐賀市兵庫町（旧佐賀郡兵庫村）は彼が成富兵庫茂安と呼ばれた事に因んでおり、また、かつて佐賀県三養基郡内には北茂安村・南茂安村（いずれも現在の三養基郡みやき町の一部）が存在した事があるが、これらも茂安の名に因んだものである。

## 逸話
- 肥後国の領主になった加藤清正は、その当時2,000石の侍大将だった茂安を1万石で召抱えようとしたが、茂安は「たとえ肥後一国を賜るとも応じがたく候」と応え断った。清正はその忠義に感涙したといわれる。
- 肥前武士の勇猛な名将だったが、40歳を過ぎてからはまちづくりや治水事業に関わり、人生の後半は民政家として活躍。
- 武田信玄の築いた山梨県にある信玄堤や万力林とほぼ同時代に同じような水利事業を行なっていた。
- 平成21年より三養基郡みやき町の白石神社外苑にて、成富兵庫茂安公「時代まつり」・奉納流鏑馬が開催されている。

## 主な事績
茂安の設計の特色はそれぞれの工事を単独に行うのではなく、中小河川やクリーク、江湖等を巧妙に結び付け、平野全体で治水、利水、排水を処理するというシステムにある。この事からどこか一部で不具合が起こると佐賀平野全体の水利に影響が出るため、この地では水利に手を掛ける事は一種のタブーとなった。このため、江戸期を通じて佐賀藩では水争いや百姓一揆による暴動がほとんど起こらなかった。
| 嘉瀬川本流を堰止める石井樋の大井出堰。手前の遺構が当時のもので、奥が稼働中のもの。 |  | 石井樋本体（手前）。奥は水門。 |
| 嘉瀬川本流を堰止める石井樋の大井出堰。手前の遺構が当時のもので、奥が稼働中のもの。 |  | 石井樋本体（手前）。奥は水門。 |

- 石井樋 - 嘉瀬川、多布施川の分流
- 千栗堤防、蛤水道 - 筑後川
蛤水道は2010年に土木学会選奨土木遺産に認定された。
- 横落水路 - 城原川
- 中原水道 - 綾部川
- 羽佐間水道 - 多久川
- 三方潟の大日堰 - 六角川
- 佐賀江の改修
- 馬頭サイフォン
- 野越[4] - 江戸時代前期に藩内の城原川や嘉瀬川などの上流側に築いた堤防[注釈 1]